# 솔로몬 크비르크벨리아
솔로몬 크비르크벨리아(조지아어: სოლომონ კვირკველია, 1992년 2월 6일 ~ )는 조지아의 축구 선수로, 현 소속팀은 알오크두드이다.